# Impatiens recurvicornis
Impatiens recurvicornis är en balsaminväxtart som beskrevs av Carl Maximowicz. Impatiens recurvicornis ingår i släktet balsaminer, och familjen balsaminväxter. Inga underarter finns listade i Catalogue of Life.